# Atrichopogon gilvus
Atrichopogon gilvus är en tvåvingeart som först beskrevs av Daniel William Coquillett 1905.  Atrichopogon gilvus ingår i släktet Atrichopogon och familjen svidknott.
Artens utbredningsområde är Florida. Inga underarter finns listade i Catalogue of Life.